# Division blindée (Finlande)

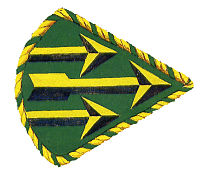
Insigne de la brigade blindée.

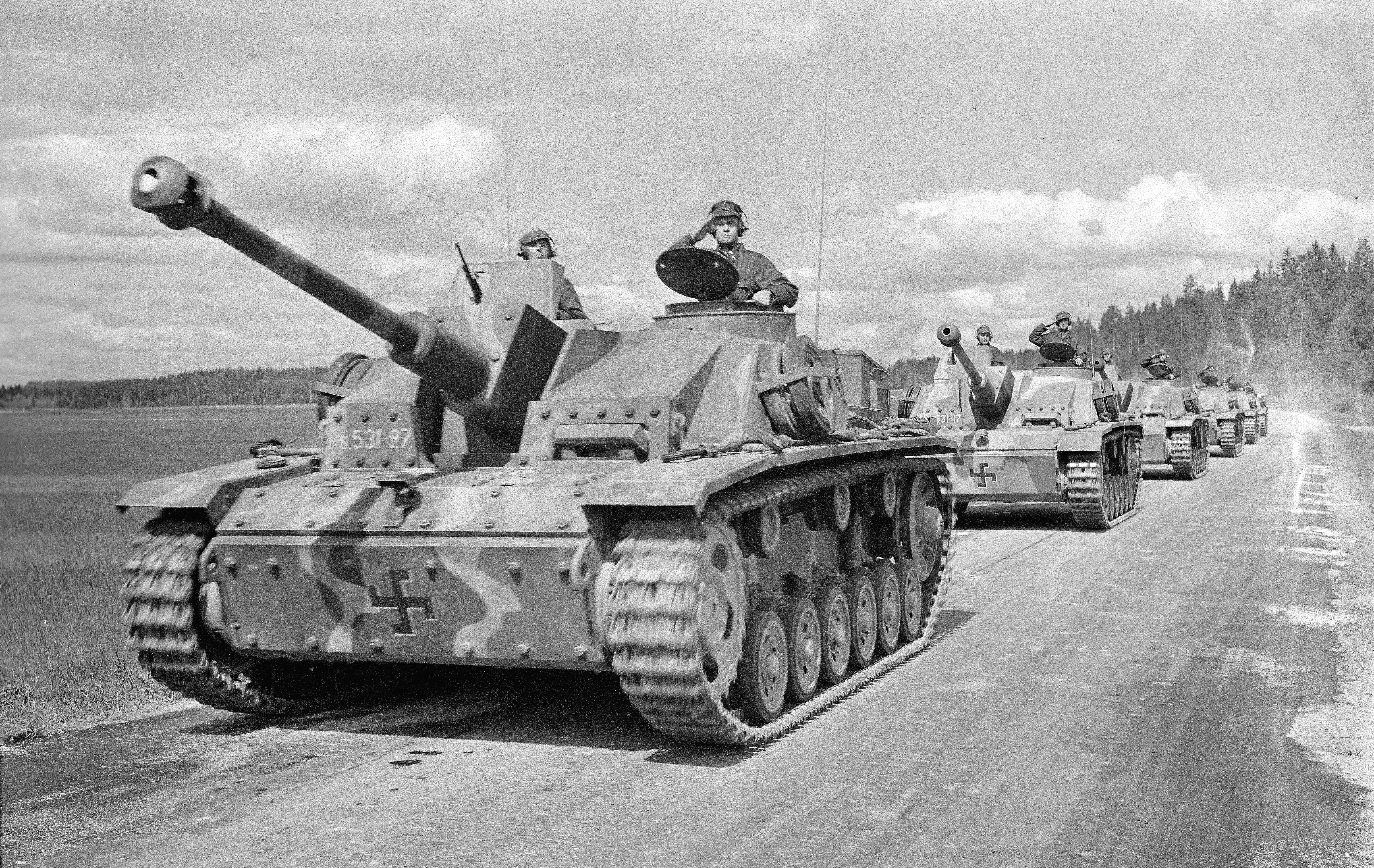
Des StuG III Ausf. G pendant la guerre de Continuation.

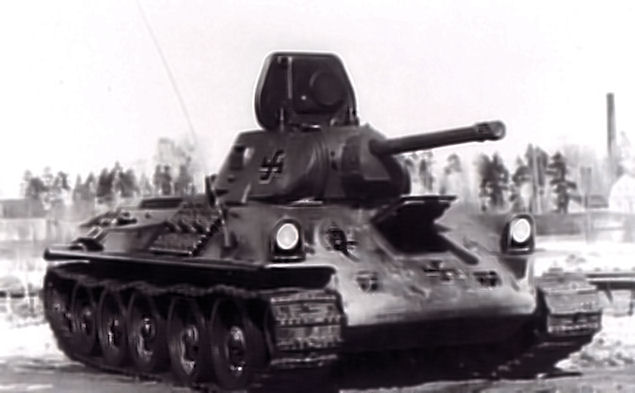
T-34 capturé avec l'insigne finlandais.

La division blindée (en finnois : Panssaridivisioona) est une unité blindée de l'armée finlandaise durant la guerre de Continuation fondée le 28 juin 1942.
Commandée notamment par Ruben Lagus, elle est basée pour l'essentiel de la guerre à Petrozavodsk.
Elle est d'abord équipée de blindés soviétiques de prise, renforcés par quelques blindés livrés par les Allemands.